# Hucisko (powiat leżajski)
Hucisko – wieś w Polsce położona w województwie podkarpackim, w powiecie leżajskim, w gminie Leżajsk. Przez miejscowość przepływa Trzebośnica, niewielka rzeka dorzecza Wisły, dopływ Sanu.
W latach 1975–1998 miejscowość należała administracyjnie do województwa rzeszowskiego.
Wierni kościoła rzymskokatolickiego należą do parafii Zwiastowania Najświętszej Maryi Panny w Leżajsku. We wsi jest kościół filialny św. Jana z Dukli.

## Części wsi
| SIMC    | Nazwa    | Rodzaj    |
| ------- | -------- | --------- |
| 0653831 | Rusiny   | część wsi |
| 0653848 | Siuzdaki | część wsi |

## Historia
Wieś ta powstała pod koniec XVI wieku. Na piaszczystej wydmie założono hutę szkła, która z biegiem lat dała początek miejscowości.
W 1908 władze austriackie utworzyły we wsi Szkołę Podstawową.
Od 1998 w miejscowości funkcjonuje Klub Sportowy Sokół Hucisko, a w 2015 roku utworzono Ochotniczą Straż Pożarną. 

## Zabytki
- kościół filialny pw. św. Jana z Dukli wzniesiony w latach 1977–1978 w centrum wsi;
- kapliczka z 1835 r. przy drodze do Malenisk;
- gajówka Lesina zbudowana ok. 1900 r.

## Osoby związane z miejscowością
- bp Ignacy Dec – senior diecezji świdnickiej.
- ks. Michał Potaczało.
- ks. Jan Siuzdak (1898–1942).